# Selenia tetrabilunaria
Selenia tetrabilunaria är en fjärilsart som beskrevs av Klemann 1928. Selenia tetrabilunaria ingår i släktet Selenia och familjen mätare. Inga underarter finns listade i Catalogue of Life.